# Katie Boyle
Katie Boyle, Catherine Boyle (ur. 29 maja 1926, zm. 20 marca 2018) – brytyjska aktorka i prezenterka telewizyjna włoskiego pochodzenia.

## Życiorys
Urodziła się we Florencji jako Caterina Irena Maria Elena Imperiali di Francavilla. Córka Marchese Demetrio Imperiali di Francavilla i Dorothy Kate Ramsden. Przyjechała do Anglii w 1946 roku i rozpoczęła karierę modelki. Jej zdjęcia opublikowane zostały m.in. w „Vogue’u”. Pojawiła się również w kilku filmach, takich jak Old Mother Riley, Headmistress, The House in the Square, Not Wanted on Voyage, The Truth About Women, Morderstwo na zlecenie (Intent to Kill) i Diary of Major Thompson.
Od 1960 występowała w telewizji, m.in. w programach What’s My Line? i Juke Box Jury. Prowadziła Konkurs Piosenki Eurowizji 1960, 1963, 1968 i 1974, była także gościem specjalnym Konkursu Piosenki Eurowizji w 1998 w Birmingham.
W 1947 roku wyszła za Richarda Bentincka Boyle’a (9. hrabię Shannon). Małżeństwo zostało rozwiązane w 1955 roku. W tym samym roku poślubiła Greville’a Baylisa, który zmarł w 1976 roku. W 1979 roku wyszła za impresaria teatralnego Petera Saundersa, który zmarł w 2002 roku.